# قوشتشي (كليبر)
قوشتشي هي قرية في مقاطعة كليبر، إيران. يقدر عدد سكانها بـ 64 نسمة بحسب إحصاء 2016.